# Anderson Barbosa
Anderson de Carvalho Barbosa, noto semplicemente come Anderson Barbosa (Brasilia, 1º ottobre 1974), è un ex calciatore brasiliano, di ruolo attaccante.

## Caratteristiche tecniche
Gioca come attaccante; grazie alle sue abilità realizzative è stato capocannoniere della UAE Arabian Gulf League per quattro volte consecutive.

## Carriera
Ha debuttato nel Campeonato Brasileiro Série A nel 1994, totalizzando sette presenze con il Criciúma; nel 1995 vinse il campionato Carioca con il Fluminense. Nel 1996 passò al Gama e di nuovo al Fluminense prima di trasferirsi nello Stato di Goiás con il Vila Nova. Dopo il passaggio all'Internacional senza reti, visse un buon periodo al Gama prima di trasferirsi negli Emirati Arabi Uniti.
Nel paese arabo si mise in evidenza come uno dei migliori giocatori, vincendo la classifica dei cannonieri più volte e realizzando il double campionato-coppa con l'Al-Wasl Sports Club nella stagione 2006-2007.

## Palmarès

### Club

#### Competizioni nazionali
- Campionato Carioca: 1

Fluminense: 1995
- Campionato Goiano: 1

Vila Nova: 2001
- Coppa degli Emirati Arabi Uniti: 2

Sharjah: 2002-2003
Al-Wasl: 2006-2007
- Campionato emiratino: 1

Al-Wasl: 2006-2007

### Individuale
- Capocannoniere dell'UAE Arabian Gulf League: 4

2004-2005 (23 gol, a pari merito con Valdir Bigode), 2005-2006 (19 gol), 2006-2007 (19 gol), 2007-2008 (16 gol, a pari merito Faisal Khalil)